# Pianoconcert nr. 1 (Sjostakovitsj)
Dmitri Sjostakovitsj schreef zijn eerste pianoconcert in 1933. De volledige titel van de compositie luidt Concerto nr. 1 voor piano, trompet en strijkers in c mineur opus 35. De première van het maar 20 minuten durende concert gaf de componist zelf onder leiding van een dirigent met de naam Shtidri op 15 oktober 1933. Orkest van dienst was het Sint Petersburg Philharmonisch Orkest (destijds Leningrad PO). Van de compositie is ook een bewerking voor twee pianos.

## Compositie
Sjostakovitsj schreef de compositie op 27-jarige leeftijd. Zijn composities vielen destijds nog in de smaak van zowel publiek als de toenmalige regering. Ook zijn opera Lady Macbeth uit het district Mtsensk werd toen veelvuldig uitgevoerd in zowel in Rusland als het Westen. Schijnbaar geen vuiltje aan de lucht dus voor Sjostakovitsj en dat is te horen in de muziek.

Anders dan in zijn latere werken is de uitstraling van het werk vrolijk, al is de ondertoon ironisch. De trompetpartij zorgt voor humoristische en sardonische interrupties. Dat Sjostakovitsj er zin in had, blijkt wel uit het feit dat in de compositie citaten zijn opgenomen van ander composities: Haydns pianosonate; een fragment van een Rondo a Capriccio van Beethoven en herkenbaar voor de kenners een stuk van Beethovens Appasionata.

## Delen
1. Allegro moderato;
2. Lento;
3. Moderato;
4. Allegro brio.

De delen (1) en (4) klinken erg vrolijk, de delen (2) en (3) klinken dromerig, zonder al te melodramatisch te worden.     

## Trivia
In 1984 is deze compositie van Dmitri Sjostakovitsj (sr) opgenomen onder leiding van zoon Maxim Sjostakovitsj met als solist pianist Dmitri Sjostakovitsj jr.